# 모델-베유 군
산술 기하에서 모델–베유 군은 수체 {\displaystyle K} 위에 정의된 모든 아벨 버라이어티 {\displaystyle A}와 관련된 아벨 군이다. 이는 아벨 버라이어티의 산술 불변량이다. 그것은 단순히  {\displaystyle A}의 {\displaystyle K}-점들의 군이다. 그래서 {\displaystyle A(K)}가 모델–베유 군이다pg 207. 이 군에 대한 주요 구조 정리는 이 군이 실제로 유한 생성 아벨 군임을 보여주는 모델-베유 정리이다. 또한 이 군과 관련된 많은 추측이 있는데, 예를 들어, {\displaystyle A(K)}의 랭크와 특정 점에서 연관된 L-함수의 근을 연관시키는 버치-스위너턴다이어 추측이 있다.

## 예
아벨 버라이어티의 모델–베유 군의 명시적 예를 구성하는 것은 항상 성공이 보장되지는 않는 중요한 과정이므로 대신 특정 타원 곡선 {\displaystyle E/\mathbb {Q} }의 경우를 보겠다. {\displaystyle E}가 유리수 체 위에서 바이어스트라스 방정식
{\displaystyle y^{2}=x(x-6)(x+6)}
으로 정의된 타원곡선이라 하자. 이는 판별식 {\displaystyle \Delta _{E}=2^{12}\cdot 3^{6}}를 갖는다. (그리고 이 다항식은 대역 모델 {\displaystyle {\mathcal {E}}/\mathbb {Z} }을 정의하는 데 사용될 수 있다. ). 이는
{\displaystyle E(\mathbb {Q} )\cong \mathbb {Z} /2\times \mathbb {Z} /2\times \mathbb {Z} }
임을 다음 절차를 통해 보일 수 있다. 먼저, 몇 가지 숫자를 연결하여 몇 가지 명백한 비틀림 점을 찾는다:
{\displaystyle \infty ,(0,0),(6,0),(-6,0)}
더욱이, 더 작은 정수 쌍을 시도한 후에 {\displaystyle (-3,9)}을 발견했다. 이는 분명히 비틀림이 아닌 점이다. {\displaystyle E(\mathbb {Q} )}의 비틀림 부분을 찾는 데 유용한 결과 중 하나는 {\displaystyle p}와 서로소인 비틀림이다.{\displaystyle E(\mathbb {Q} )_{\mathrm {tors} ,p}}로 나타내는  {\displaystyle p}로의 좋은 축소를 가지는 {\displaystyle E}에 대해,  {\displaystyle E(\mathbb {F} _{p})}로 가는 단사
{\displaystyle E(\mathbb {Q} )_{\mathrm {tors} ,p}\hookrightarrow E(\mathbb {F} _{p})}
두 개의 소수 {\displaystyle p=5,7}를 확인하고 집합의 기수를 계산한다.
{\displaystyle {\begin{aligned}\#E(\mathbb {F} _{5})&=8=2^{3}\\\#E(\mathbb {F} _{7})&=12=2^{2}\cdot 3\end{aligned}}}
두 소수 모두 {\displaystyle 2^{2}}만 포함하기 때문에 주의하라. 우리는 비틀림 점을 모두 찾았다. 게다가 우리는 점 {\displaystyle (-3,9)}을 알고 있다  그렇지 않으면 두 크기가 공유하는 소인수를 가지기 때문에 랭크는 무한이다. 따라서 랭크는 최소한 {\displaystyle 1} . 이제 랭크를 계산하는 것은 군 계산{\displaystyle E(\mathbb {Q} )/2E(\mathbb {Q} )\cong (\mathbb {Z} /2)^{r+2}}, 여기서 {\displaystyle r=\operatorname {rank} (E(\mathbb {Q} ))}으로 구성된 더 힘든 과정이다. 호몰로지 대수학 및 쿰머 사상의 긴 완전열을 사용한다.

## 특별한 경우에 관한 정리
특정 차원의 아벨 버라이어티, 특정 체 또는 기타 특별한 속성을 갖는 모델-베유 군의 구조에 대한 많은 정리가 문헌에 있다.

### 유리함수체k(t) 위의 아벨 버라이어티
고정 체 {\displaystyle k}에 대해 정의된 초타원 곡선 {\displaystyle C}과 아벨리안 버라이어티 {\displaystyle A}에 대해,  {\displaystyle A|_{k(t)}}의 비틀림을 {\displaystyle A_{b}}로 표시하자. ({\displaystyle A}를 함수체{\displaystyle k(t)=k(\mathbb {P} ^{1})}로 당김) 덮개 사상 {\displaystyle f:C\to \mathbb {P} ^{1}}과 관련된 체 확대의 갈루아 코호몰로지에 대해 1-여순환
{\displaystyle b\in Z^{1}(\operatorname {Gal} (k(C)/k(t)),{\text{Aut}}(A))}
{\displaystyle G=\operatorname {Gal} (k(C)/k(t)\cong \mathbb {Z} /2}임을 주의하라. 이는 사상이 초타원형이라는 점에서 유래한다. 더 명확하게 말하면, 이 1-여순환은 군 사상으로 제공된다.
{\displaystyle G\times G\to \operatorname {Aut} (A)}
보편 성질을 사용하는 것은 두 개의 사상 {\displaystyle G\to {\text{Aut}}(A)}을 제공하는 것과 같다. 따라서 우리는 그것을 사상
{\displaystyle b=(b_{id},b_{\iota })}
으로 쓸 수 있다. 여기서 {\displaystyle b_{id}}는 포함 사상이고  {\displaystyle b_{\iota }}는 네거티브 {\displaystyle \operatorname {Id} _{A}}로 보내진다. 이것은 대수 기하학의 일반 이론을 사용하여 pg 5 {\displaystyle k(t)} 위의 비틀린 아벨 버라이어티 {\displaystyle A_{b}}를 정의하는 데 사용될 수 있다.  특히, 이 구성의 보편 성질으로부터, {\displaystyle k(t)} 위의 {\displaystyle A_{b}}는 기저체를 {\displaystyle k(C)}로 바꾸면 {\displaystyle A|_{k(C)}}와 동형인 아벨 버라이어티이다.

#### 정리
위에 주어진 설정의 경우, 아벨 군의 동형이 있다.
{\displaystyle A_{b}(k(t))\cong \operatorname {Hom} _{k}(J(C),A)\oplus A_{2}(k)}
여기서 {\displaystyle J(C)}는 곡선 {\displaystyle C}의 야코비안이다 , 그리고 {\displaystyle A_{2}}는 {\displaystyle A}의 2-비틀림 부분 군이다.

## 같이 보기
- 모델–베유 정리

## 참고문헌
1. ↑  Tate, John T. (1974년 9월 1일). “The arithmetic of elliptic curves”. 《Inventiones Mathematicae》 (영어) 23 (3): 179–206. Bibcode:1974InMat..23..179T. doi:10.1007/BF01389745. ISSN 1432-1297.
2. ↑  Silverman, Joseph H., 1955– (2009). 《The arithmetic of elliptic curves》 2판. New York: Springer-Verlag. ISBN 978-0-387-09494-6. OCLC 405546184.
3. 1 2  Booher, Jeremy. “The Mordell–Weil theorem for elliptic curves” (PDF). 2021년 1월 27일에 원본 문서 (PDF)에서 보존된 문서.
4. ↑  Weil, André, 1906-1998. (1982). 〈1.3〉. 《Adeles and algebraic groups》. Boston: Birkhäuser. ISBN 978-1-4684-9156-2. OCLC 681203844.
5. ↑  Hazama, Fumio (1992). “The Mordell–Weil group of certain abelian varieties defined over the rational function field”. 《Tohoku Mathematical Journal》 (영어) 44 (3): 335–344. doi:10.2748/tmj/1178227300. ISSN 0040-8735.

### 추가 사례
- 종수 2 곡선의 모델-체유 군
- 보편 타원 곡선의 모델-베유 군 결정
- Galois descent and twists of an abelian variety
- 함수체에서 정의된 야코비안들의 모델-베유 야코비 군